# Salle Bayard
La Salle Bayard est une salle omnisports, principalement tournée vers le basket-ball, située à Charleville-Mézières (Ardennes).

## Histoire
Elle tient son nom du chevalier Bayard, héros de Mézières, qui l'a protégée des troupes allemandes de Charles Quint en 1521.
Elle accueillait les matchs à domicile de l'Étoile de Charleville-Mézières, club de Nationale masculine 1 et des Flammes Carolo basket, club de Ligue féminine.
Dans les grands soirs de Ligue féminine, les matchs se jouaient à guichets fermés (comme contre Tarbes lors de la saison 2010-2011), les 1 500 places étant toutes occupées. Habituellement, les Flammes Carolo déplaçaient plus de 900 personnes, l'Etoile, environ 800.
La Salle Bayard accueille aussi tous les ans une partie du Cabaret Vert, ainsi que tous les deux ans le Festival des marionnettes.
L'Arena (salle de basket-ball) est une nouvelle salle consacrée au basket-ball à Charleville-Mézières qui a été construite et a ouvert ses portes en septembre 2015. Une salle plus spacieuse (2 960 places) dans le hall B du parc des expositions, en gradins béton répartis en quatre tribunes : nord, sud, est et ouest. Chaque club a à sa disposition : un siège, des locaux administratifs, une salle de musculation, un bureau pour les coaches, deux vestiaires et des locaux de rangement de matériels, pour les Flammes Carolo et l’Etoile.